# SN 1999fp
SN 1999fp – supernowa typu II odkryta 3 listopada 1999 roku w galaktyce A041502+0421. W momencie odkrycia miała maksymalną jasność 24,10m.